# Scurrula phoebe-formosanae
Scurrula phoebe-formosanae là một loài thực vật có hoa trong họ Loranthaceae. Loài này được (Hayata) Danser miêu tả khoa học đầu tiên năm 1929.